# Diana Finda Konomanyi
Diana Finda Konomanyi là một chính trị gia người Sierra Leone và là Bộ trưởng Đất đai, Kế hoạch Quốc gia và Môi trường hiện tại của Sierra Leone. Bà là bộ trưởng của Sierra Leone trước đây thuộc Chính quyền địa phương và Phát triển nông thôn.
Kornomanyi là cựu Chủ tịch huyện của huyện Kono. Là thành viên của Đại hội toàn dân (APC), trước đây bà từng giữ chức Chủ tịch Quốc hội Nhân dân của khu vực tỉnh miền đông Sierra Leone.
Sinh ra và lớn lên ở thị trấn Koidu, quận Kono, Diana Konomanyi được coi là một trong những nữ chính trị gia có ảnh hưởng nhất ở Sierra Leone. Bà là đồng minh thân cận của chủ tịch Sierra Leone Ernest Bai Koroma.

## Sự nghiệp chính trị
Diana Konomanyi tranh đua cho một chỗ ngồi trong Quốc hội Sierra Leon trong năm 2007 tại cuộc bầu cử Sierra Leone chung với tư cách là ứng cử viên của tất cả dân Đại hội (APC), nhưng bà đã bị đánh bại trong một cuộc đua bởi các nghị sĩ đương nhiệm Emmanuel Tommy của Đảng Nhân dân Sierra Leone (SLPP).
Năm 2009, Konomanyi được bầu làm chủ tịch khu vực APC cho tỉnh miền đông Sierra Leone. Năm 2010, bà được bầu làm Chủ tịch quận Kono, sau khi đánh bại Sahr Foa Matturi của Đảng Nhân dân Sierra Leone trong một cuộc đua gần.
Năm 2012, bà được Tổng thống Sierra Leone Ernest Bai Koroma bổ nhiệm giữ chức Bộ trưởng Chính phủ địa phương và Phát triển nông thôn Sierra Leone.

## Cuộc sống cá nhân
Vào ngày 18 tháng 8 năm 2013 Diana Finda Konomanyi đã tổ chức lễ cưới của bà với Alie Kabbah, một người Mandingo dân tộc và một nhà hoạt động nhân quyền Sierra Leone có trụ sở tại Hoa Kỳ, và cựu Chủ tịch Liên minh của Đại học Fourah Bay. Lễ cưới truyền thống theo phong cách Hồi giáo ở Thị trấn Koidu đã có sự tham dự của nhiều quan chức chính phủ Sierra Leone cấp cao